# Wat Intharawihan

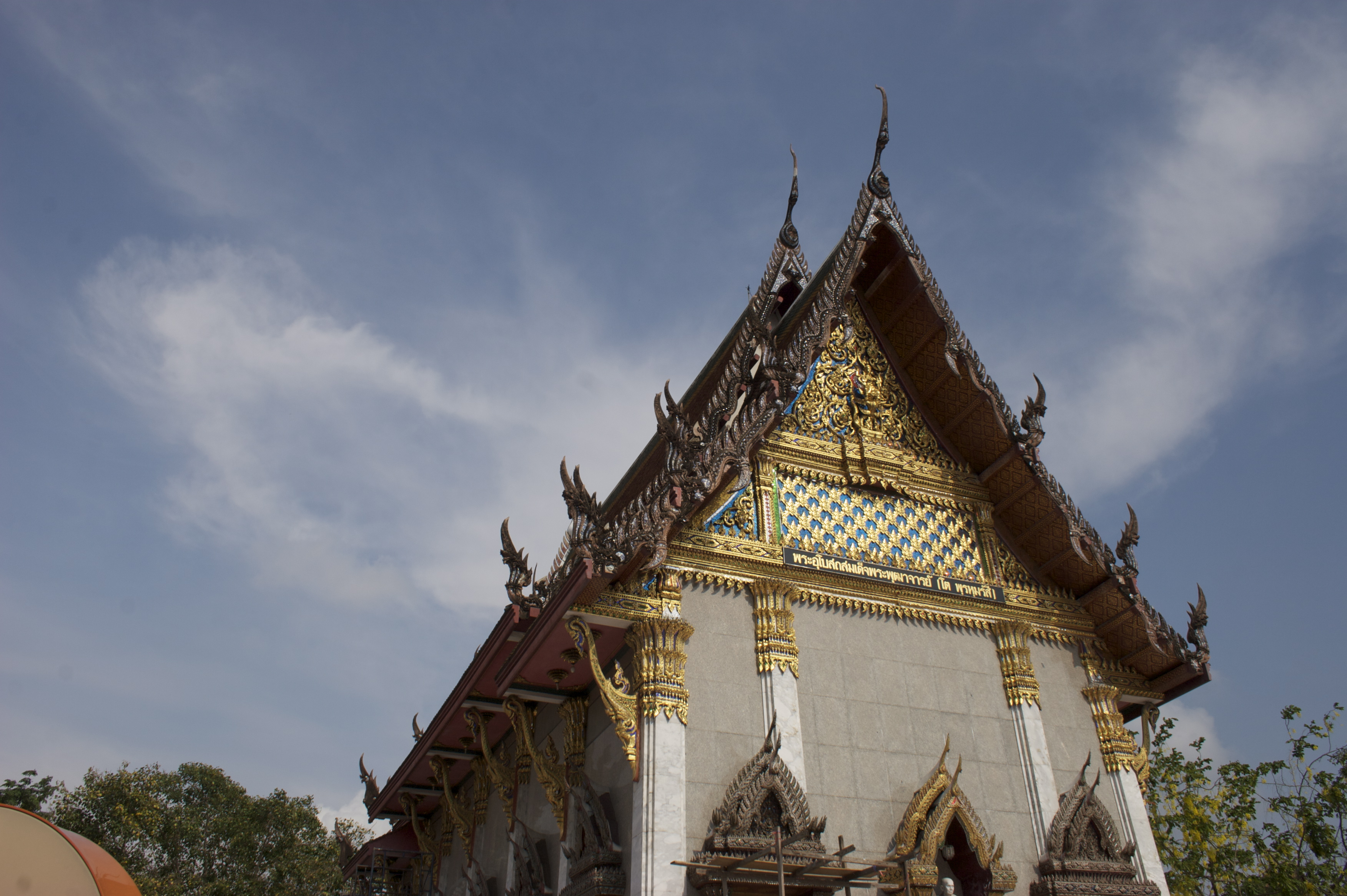
Wat Intharawihan

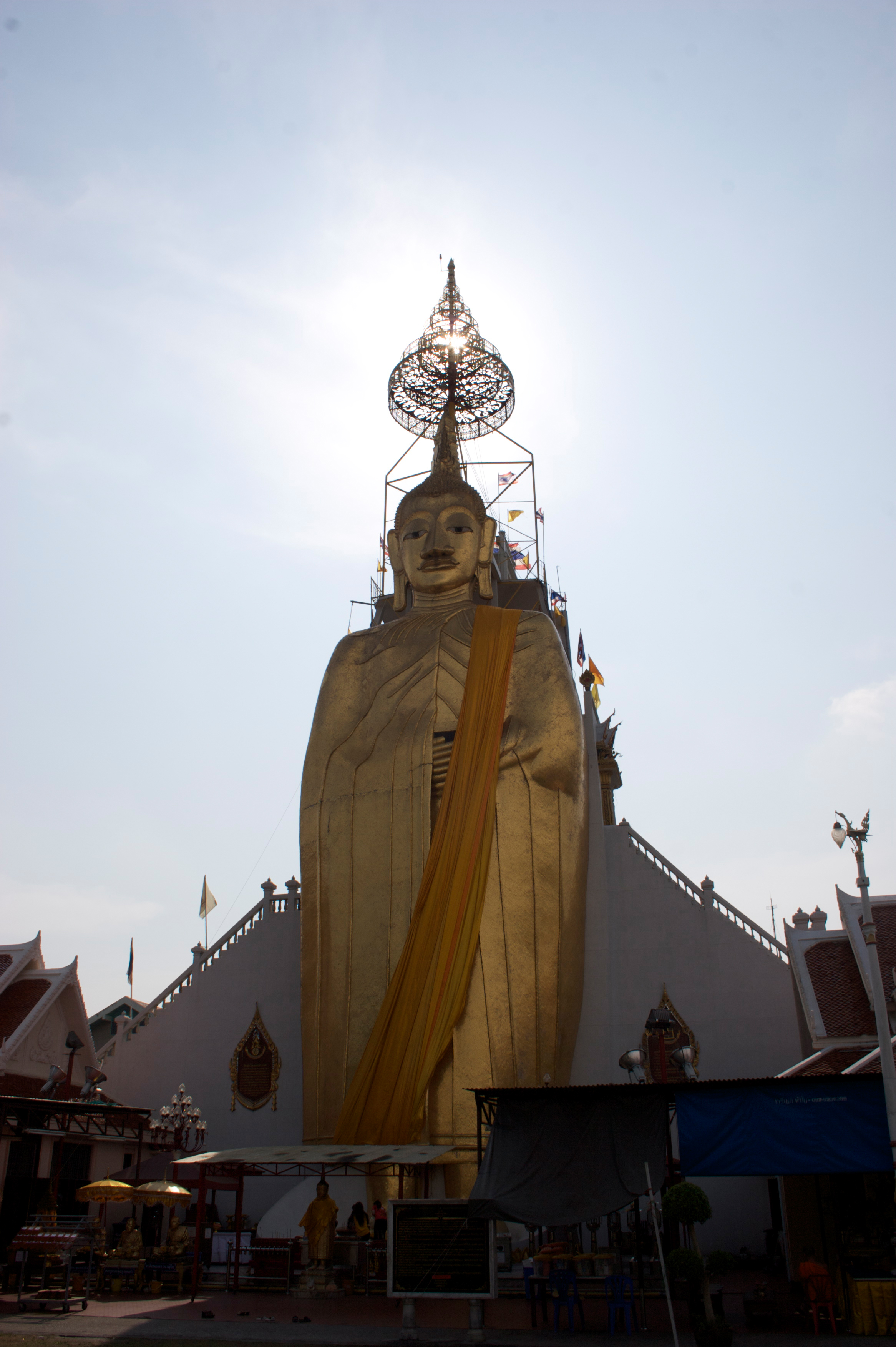
Stojící Buddha.

Wat Intharawihan nebo Wat Intharavihan (วัดอินทรวิหาร) je wat nacházející se v Bangkoku, v Thajsku. Klášter byl postaven ještě před založením Bangkoku a jeho původní jméno bylo Wat Bang Khun Phrom Nok.
Za krále Ramy I byl za pomoci válečných zajatců z Vientiane zrenovovaný. Jeho manželka pozvala z Laosu mnicha 
Chao Khun Phra Aranyik experta na rozjímání, který se stal opatem.
Stavba 32 metrů vysoké a 10 metrů široké sochy stojícího Buddhy byla zahájena za vlády krále Ramy VI a slouží pro uschování Buddhových ostatků. Její zhotovení trvalo více než 60 let a byla dokončena v roce 1928. Povrch sochy je pokryt skleněnou mozaikou a plátky 24 karátového zlata. 

## Galérie

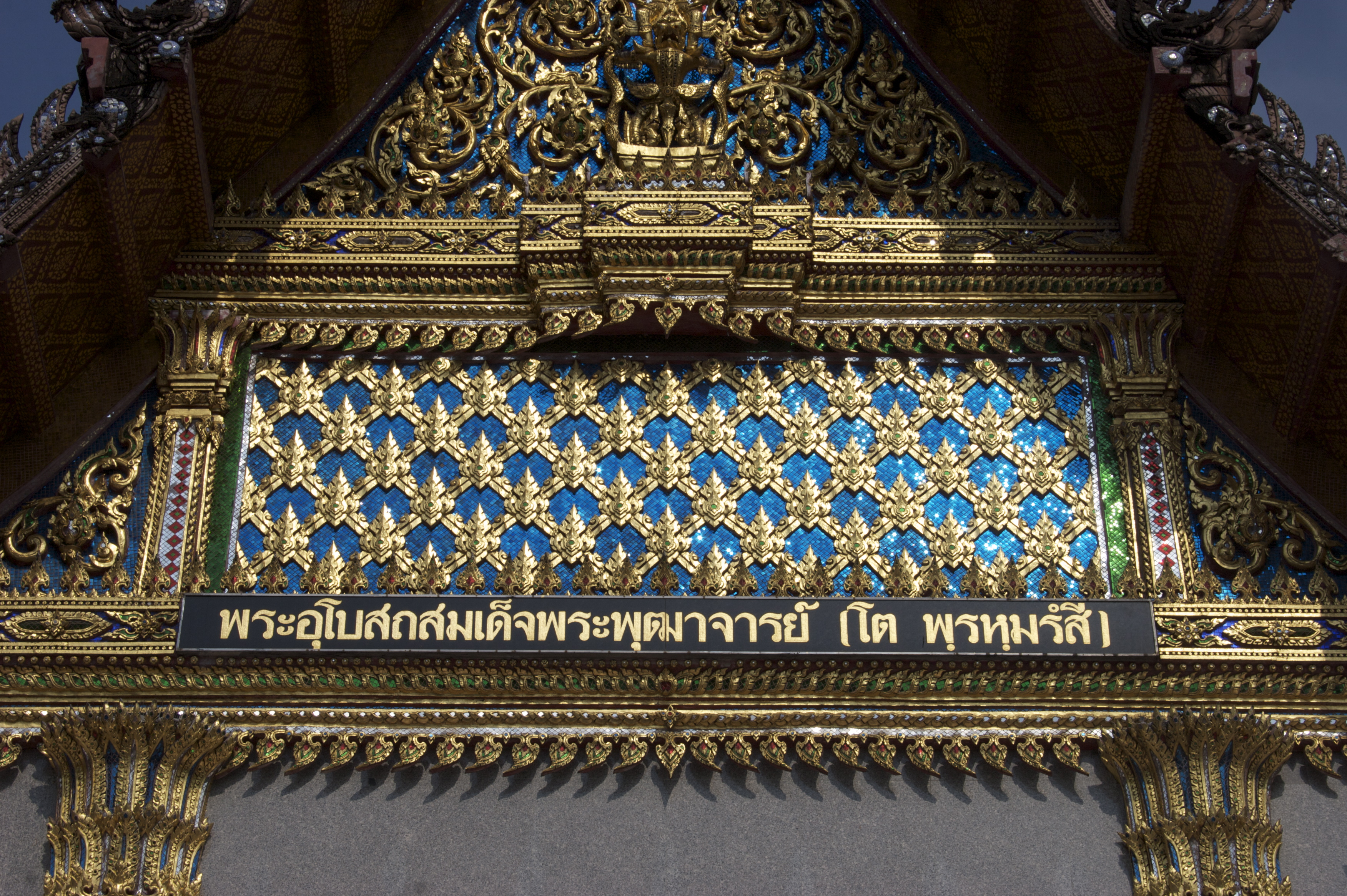
Detail přední části chrámu
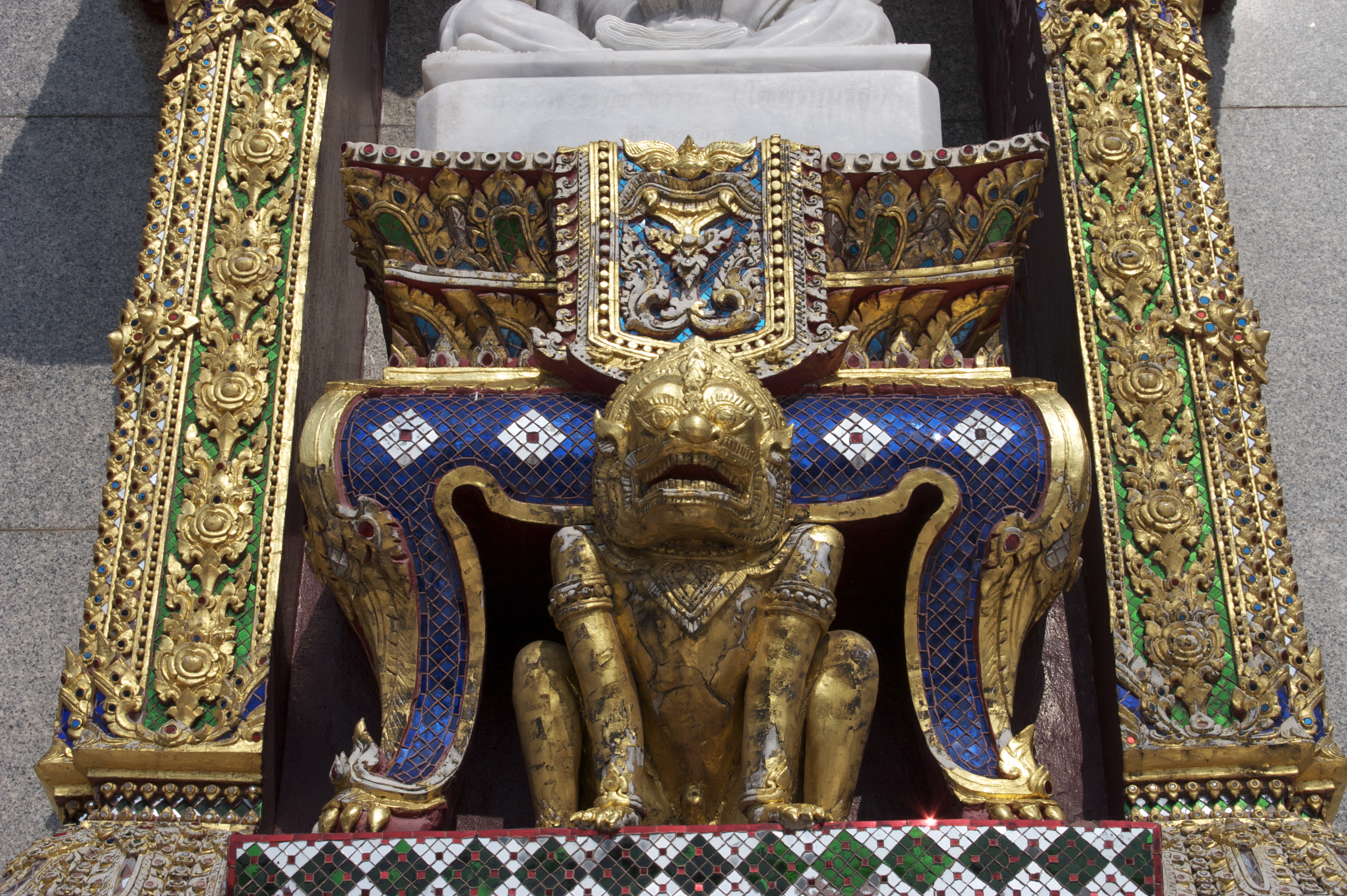
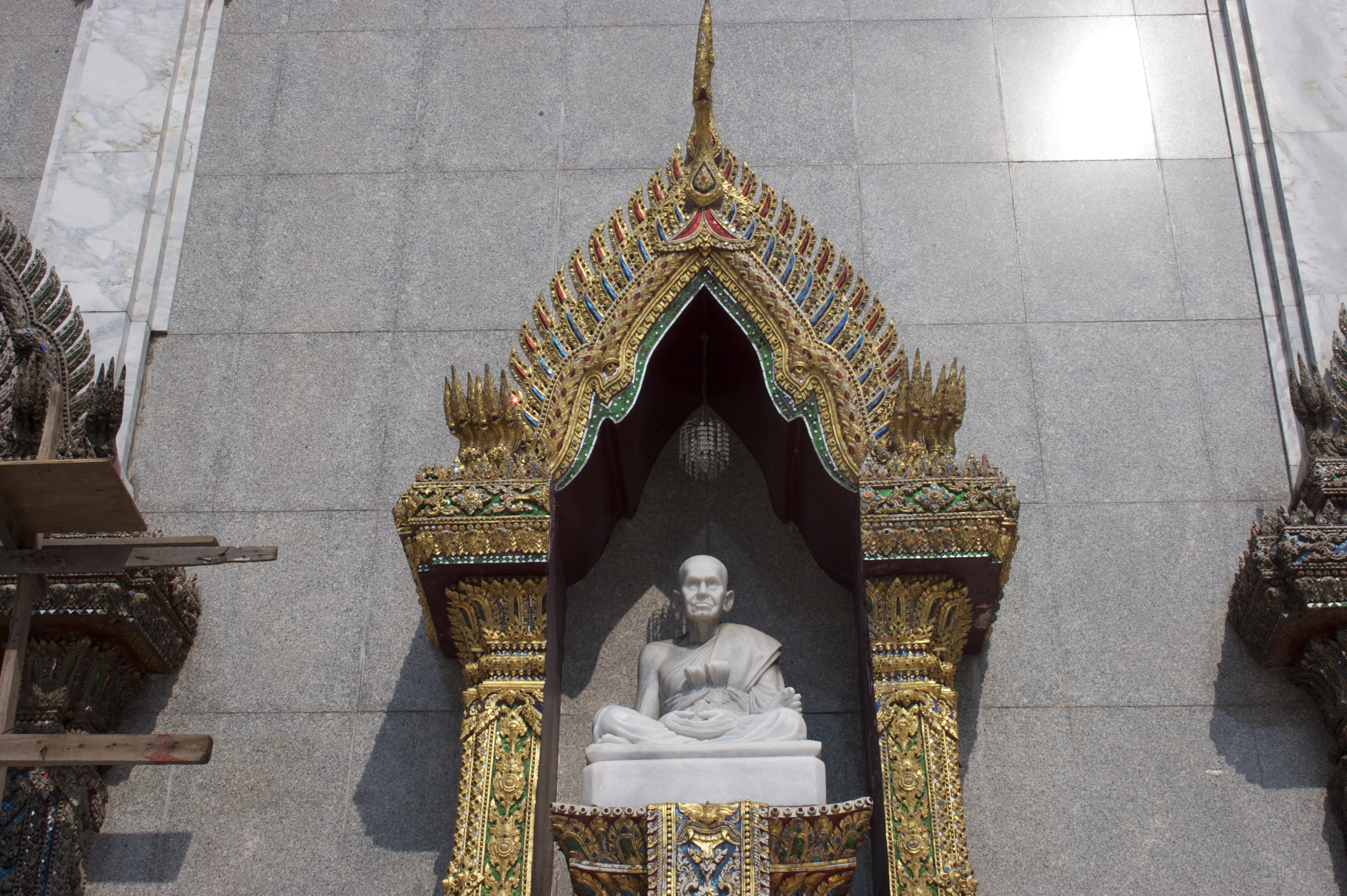
Luang Pho To
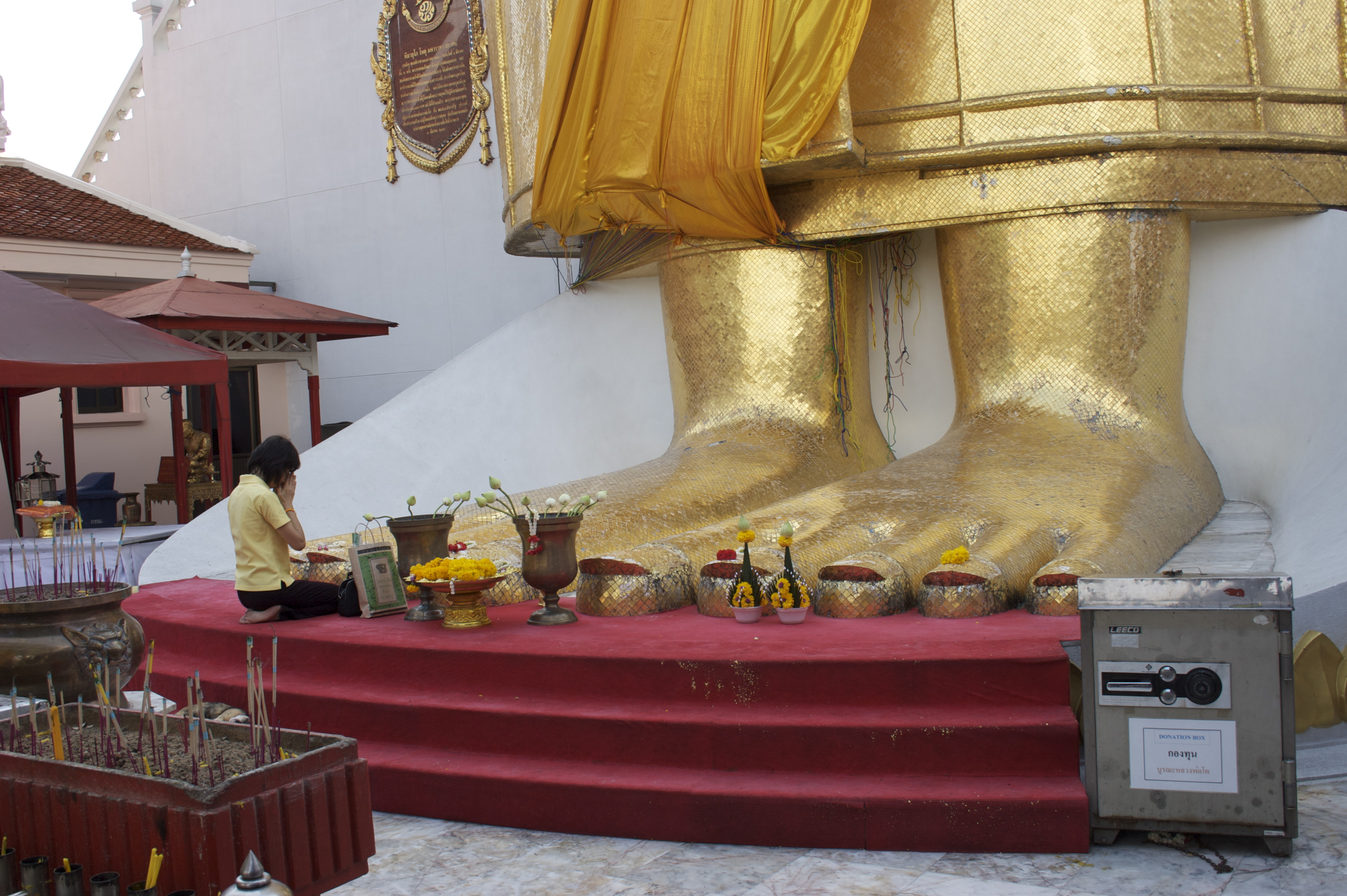
Žena modlící se u Buddhových chodidel